# 加扎尼加
加扎尼加（義大利語：Gazzaniga），是意大利贝加莫省的一个市镇。总面积14平方公里，人口5120人，人口密度365.7人/平方公里（2009年）。国家统计（ISTAT）代码为016111。